# El clan Ia-Ia
El clan Ia-Ia (títol original en anglès: Divine Secrets of the Ya-Ya Sisterhood) és una pel·lícula estatunidenca dirigida el 2002 per Callie Khouri, amb Sandra Bullock i Ellen Burstyn. Ha estat doblada al català.

## Argument
Sidda Lee Walker (Sandra Bullock) és una destacada autora teatral que viu a Nova York. Fa anys que va abandonar la seva ciutat natal, a Lousiana, sobretot, per allunyar-se de la seva mare (Burstyn), una dona bona però molt excèntrica, que fa més de trenta anys que no dorm amb el seu marit (Garner).
Però un dia es publica una entrevista que li ha fet la revista Time amb motiu de l'estrena de la seva última obra... Després d'un malentès que degrada totalment la situació, les tres amigues d'infantesa de Vivi, tan exuberants com intrèpides, s'hi posen per a reconciliar la mare i la filla: segresten Sidda Lee i es posen a revelar el verdader rostre de la seva mare...

## Repartiment
- Sandra Bullock: Siddalee « Sidda » Walker
- Ellen Burstyn: Viviane Abbott « Vivi » Walker
- Fionnula Flanagan: Aimee Malissa « Teensy » Whitman
- Maggie Smith: Caroline Eliza « Caro » Bennett
- Shirley Knight: Denise Rosa « Necie » Kelleher
- James Garner: Shepherd « Big Shep » Walker
- Angus MacFadyen: Connor McGill
- Cherry Jones: Mary Katherine Bowman « Buggy » Abbott
- Ashley Judd: Vivi, de jove
- Jacqueline McKenzie: Teensy, de jove
- Katy Selverstone: Caro, de jove
- Kiersten Warren: Necie, de jove
- David Lee Smith: Shep, de jove
- Matthew Settle: Jack Whitman
- David Rasche: Taylor Abbott
- Caitlin Wachs: Vivi Abbott, de jove

## Crítica
"Comèdia que no escatima vitriol, amb diàlegs desopilatius i personatges extraordinaris, excèntrics i imprevisibles. (...) Entretinguda, tolerablement pastissera a vegades, però gairebé sempre inspirada"